# Фортеця Фераклос
Фортеця Фераклос (грец. Kάστρο Φεράκλος, англ. Feraclos Castle) — оборонна споруда на висоті 85 метрів над бухтою селища Харакі, острів Родос, Греція.

## Історія
Фортеця існувала з часів Візантійської імперії, на початку XIV сторіччя використовувалась арабськими піратами. 20 вересня 1306 року  фортеця першою на острові була захоплена госпітальєрами, які її не використовували, тож у 1408 році фортеця являла собою руїни.
У 1445 р. фортеця була атакована турками-османами під час першох спроб захопити Родос, але вистояла.
Була відновлена Великими Магістрами Мальтійського ордену Джованні Баттіста Орсіні (Giovanni Battista degli Orsini, 1467—1476) і П'єр Д'Обюссон (Pierre d’Aubusson, 1476—1503) для захисту родючих земель, що оточують бухту, та якірної стоянки кораблів у неї. Була однією з головних фортець госпітальєрів на острові Родос. У  разі потреби фортеця мала забезпечувати притулок для жителів сіл Маліона, Салія, Катагрос, Зенодотоу та Камінарі (згідно документів 1474 року). Фортеця також використовувалась як в'язниця для  військовополонених, арабських та турецьких купців, захоплених під час військово-морських набігів госпітальєрів на східне Середземномор'я.
Фортеця була захоплена турками-османами 3 січня 1523 року після довгої облоги та через декілька тижнів після взяття Родосу. Османами не використовувалася і з того часу покинута.
Докладніше: Облога Родоса (1522)

## Архітектура
Фортеця в плані багатокутна, периметр її стін становив близько 680 метрів, а площа 1700 м. кв. Всередині розташовувалося селище, залишки якого видні й досі. Частина стін з північної та східної сторін збереглася з часів побудови візантійцями (північна, північно-західна та західна стіни). З південного боку є залишки воріт та двох оборонних круглих башт. Стіни фортеці мали квадратні зубці і парапет для захисту оборонців. Всередині фортеці збереглися цистерна для води, залишки внутрішніх приміщень та деякі підземні споруди. Легенди розповідають, що під фортецею є підземні ходи.

## Галерея

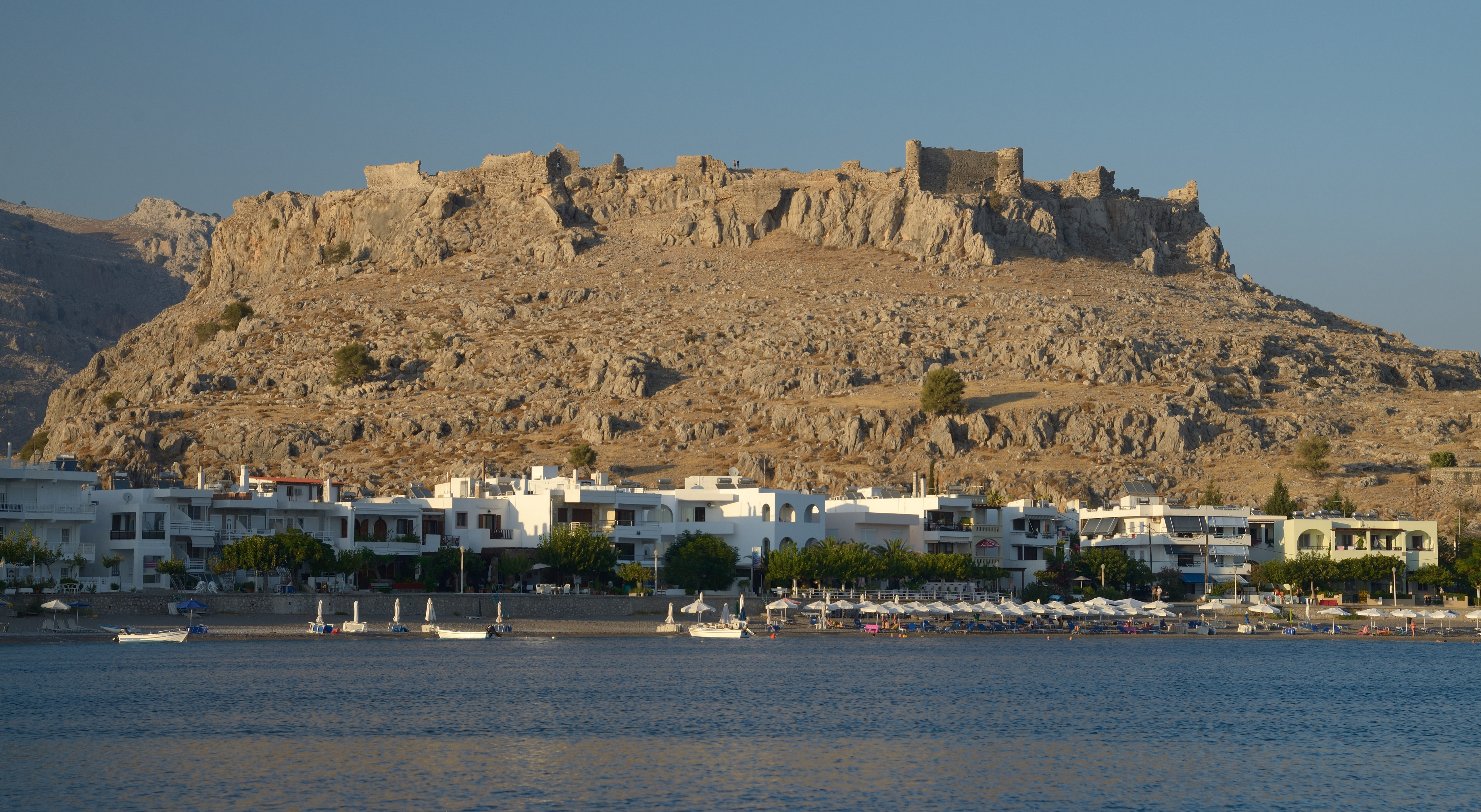
Вигляд фортеці з півдня. Вечір
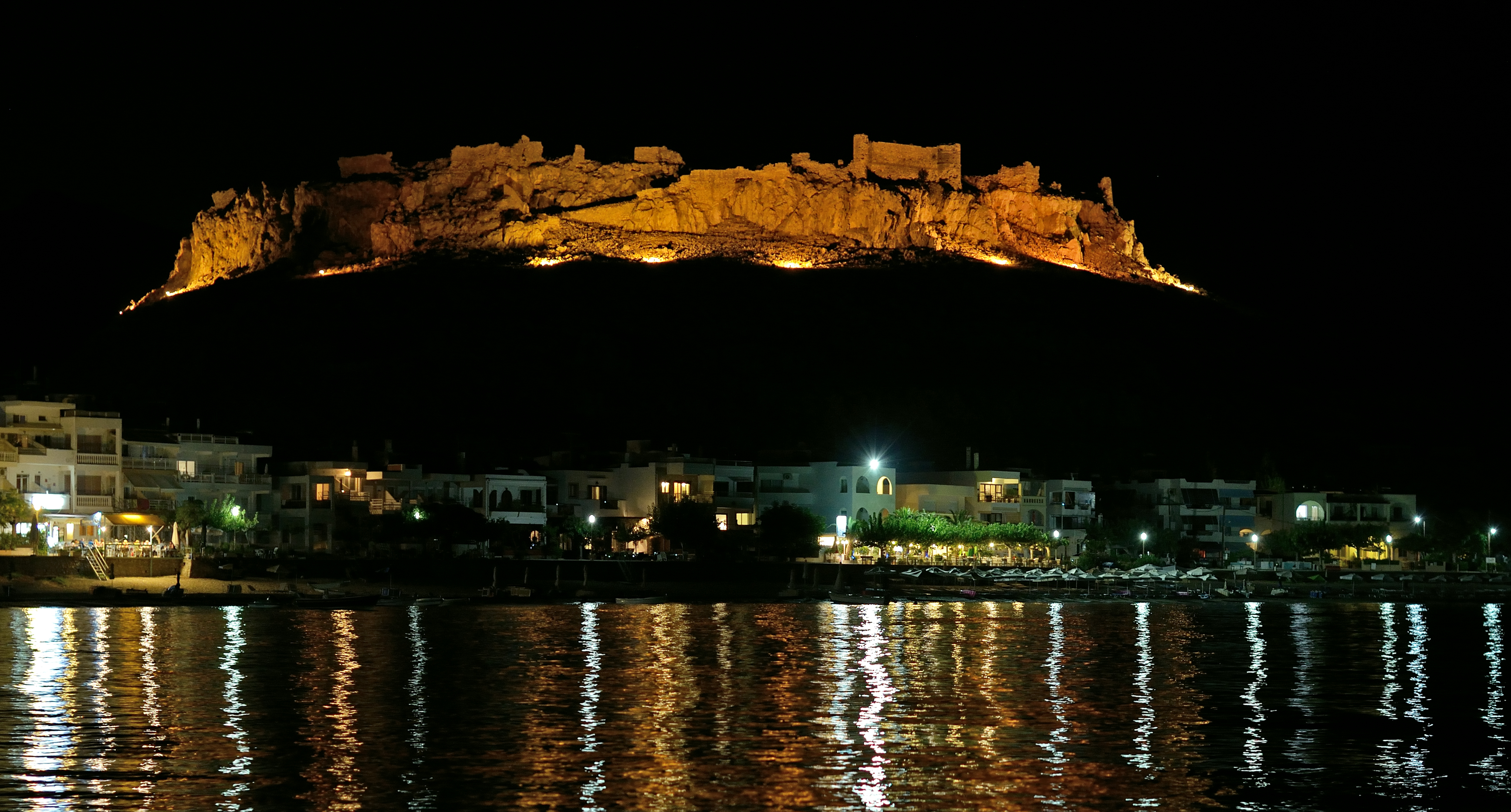
Вигляд фортеці з півдня. Ніч
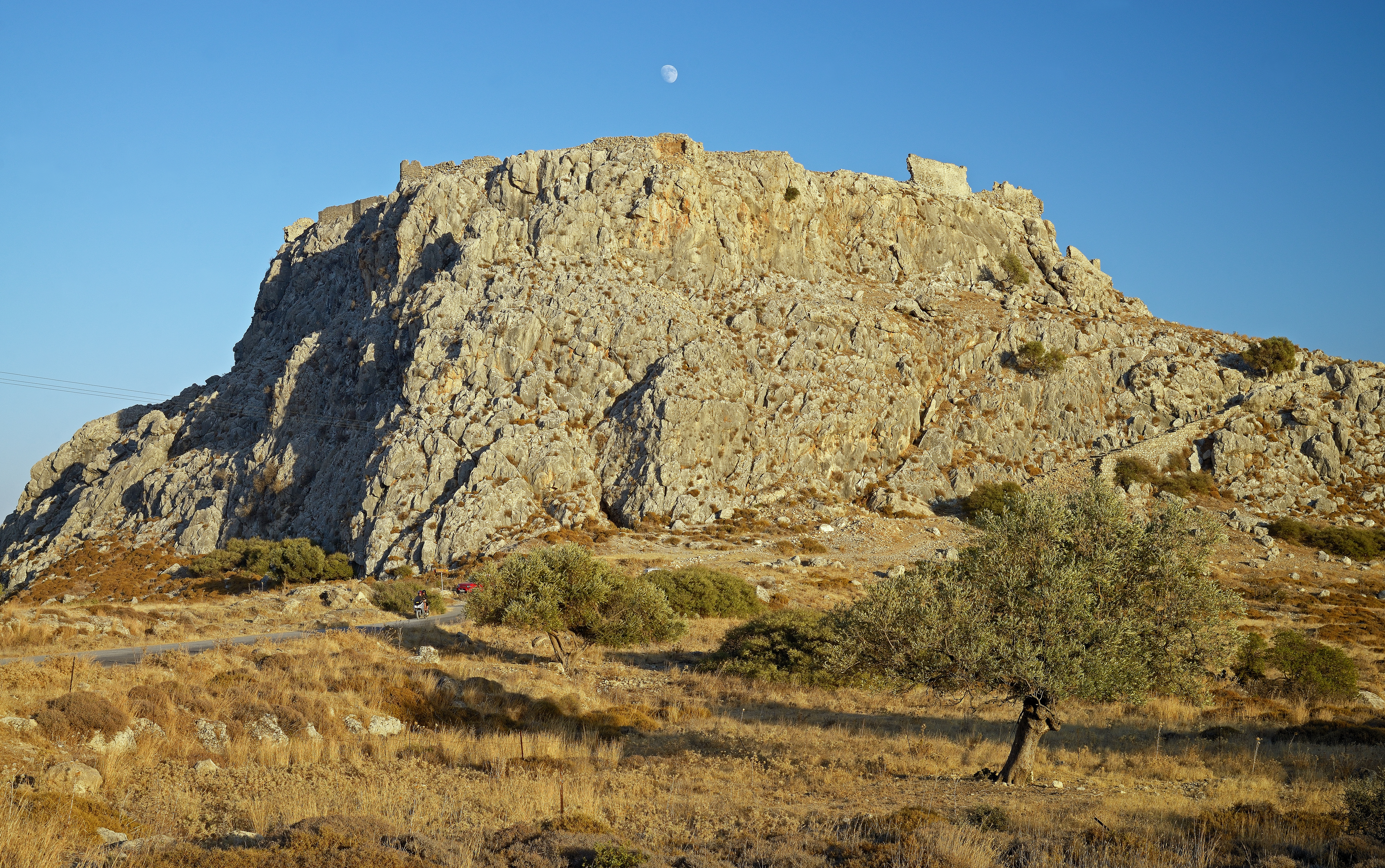
Вигляд фортеці з заходу. Вечір
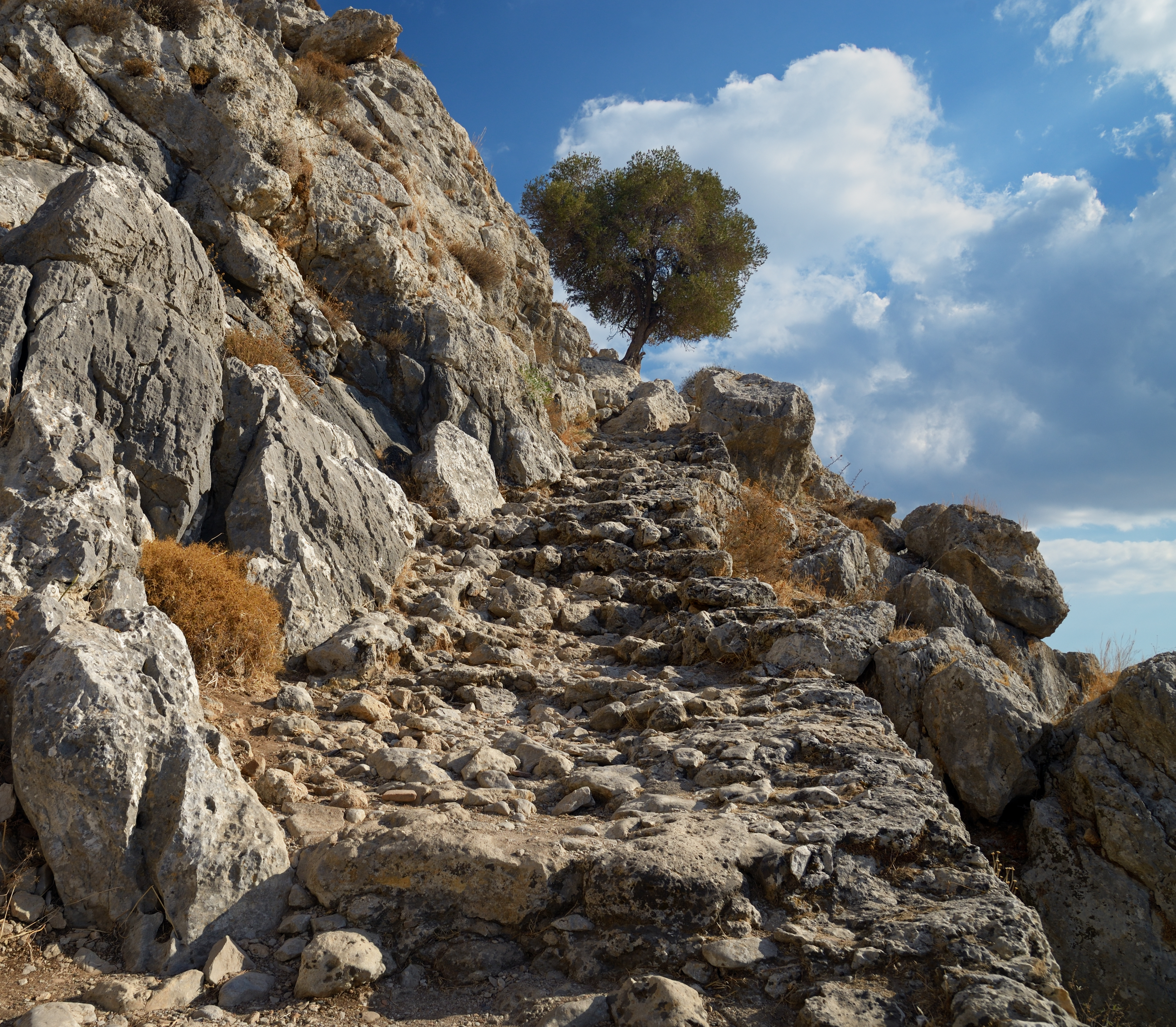
Залишки дороги до фортеці з південного боку
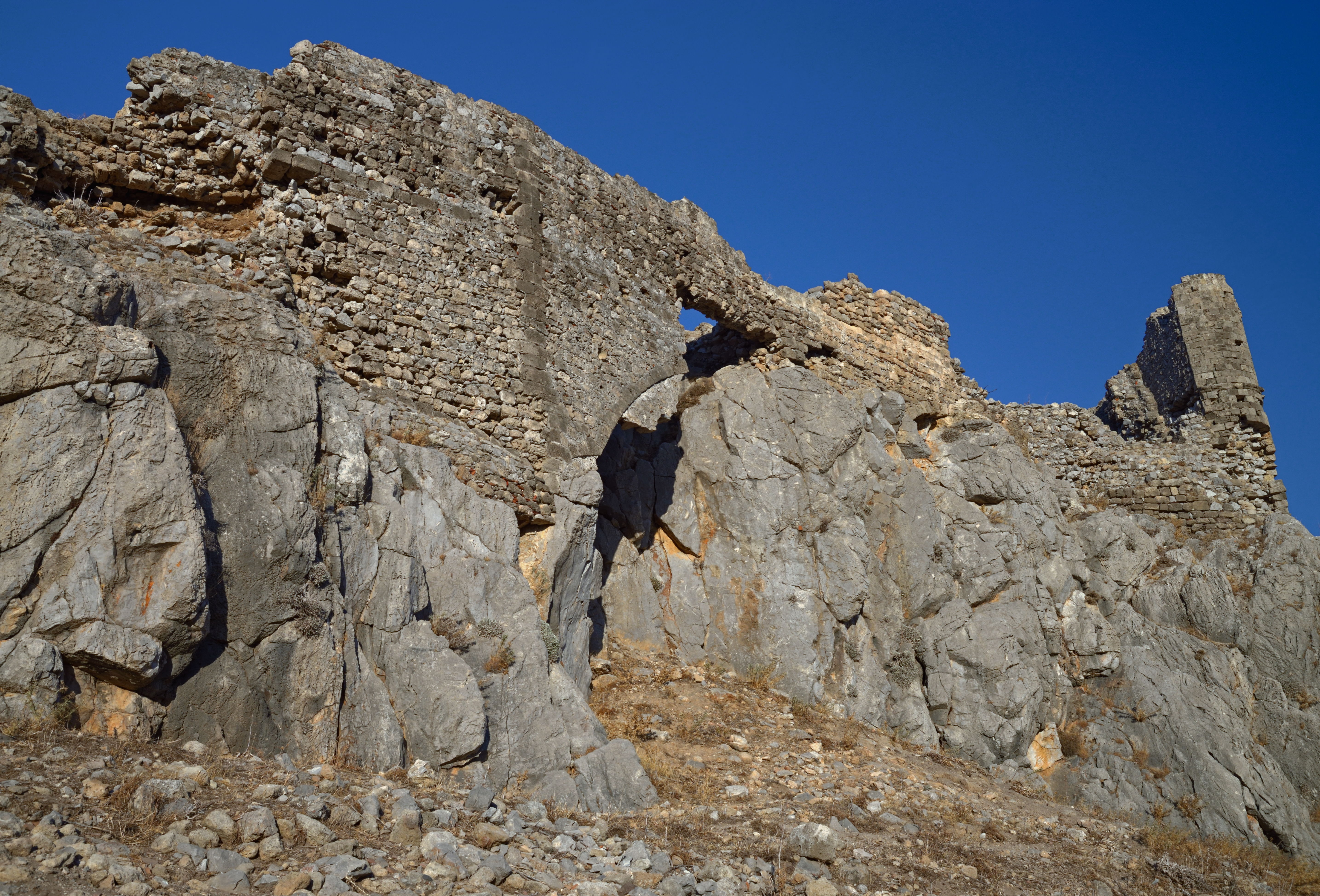
Руїни арки
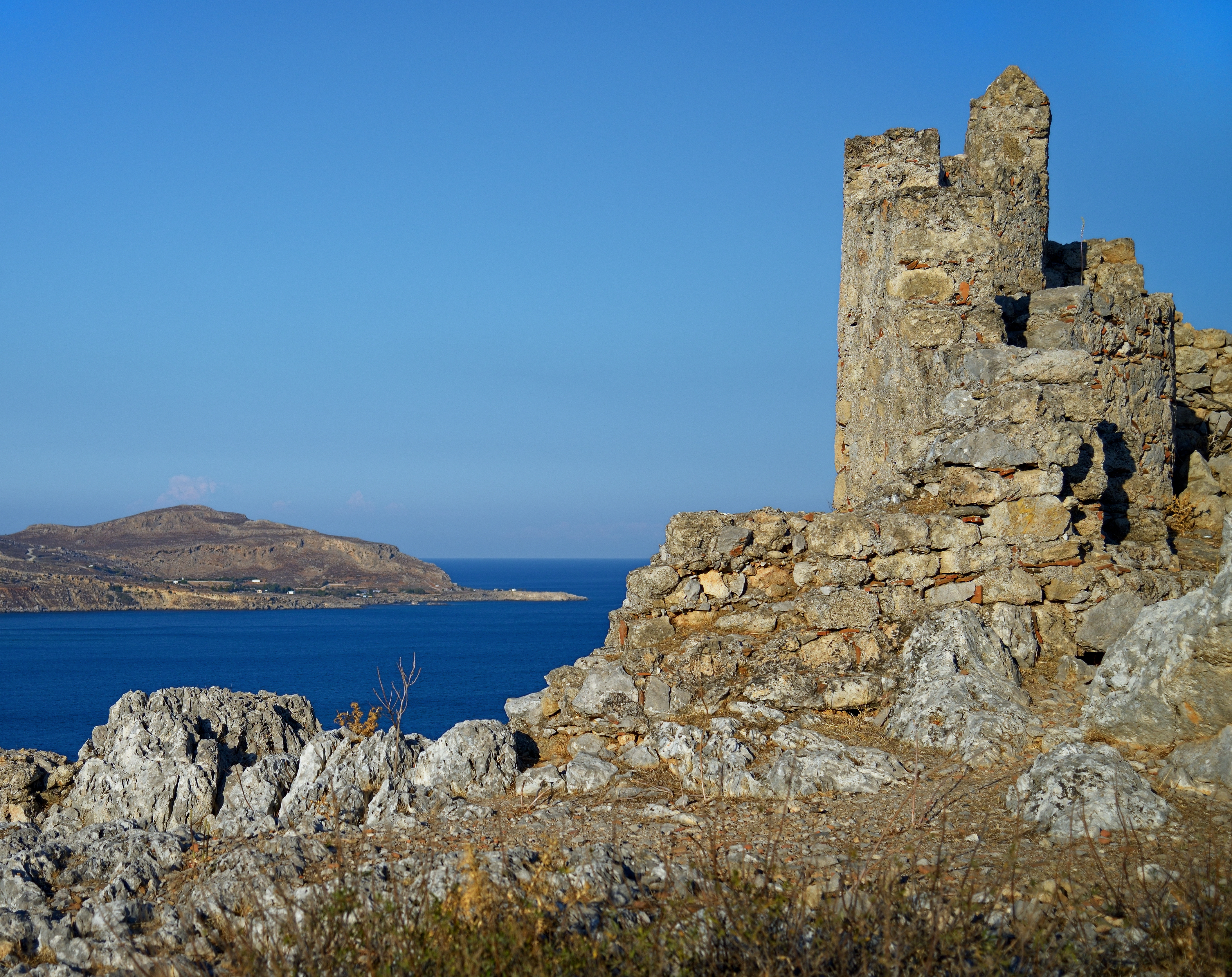
Руїни північної стіни
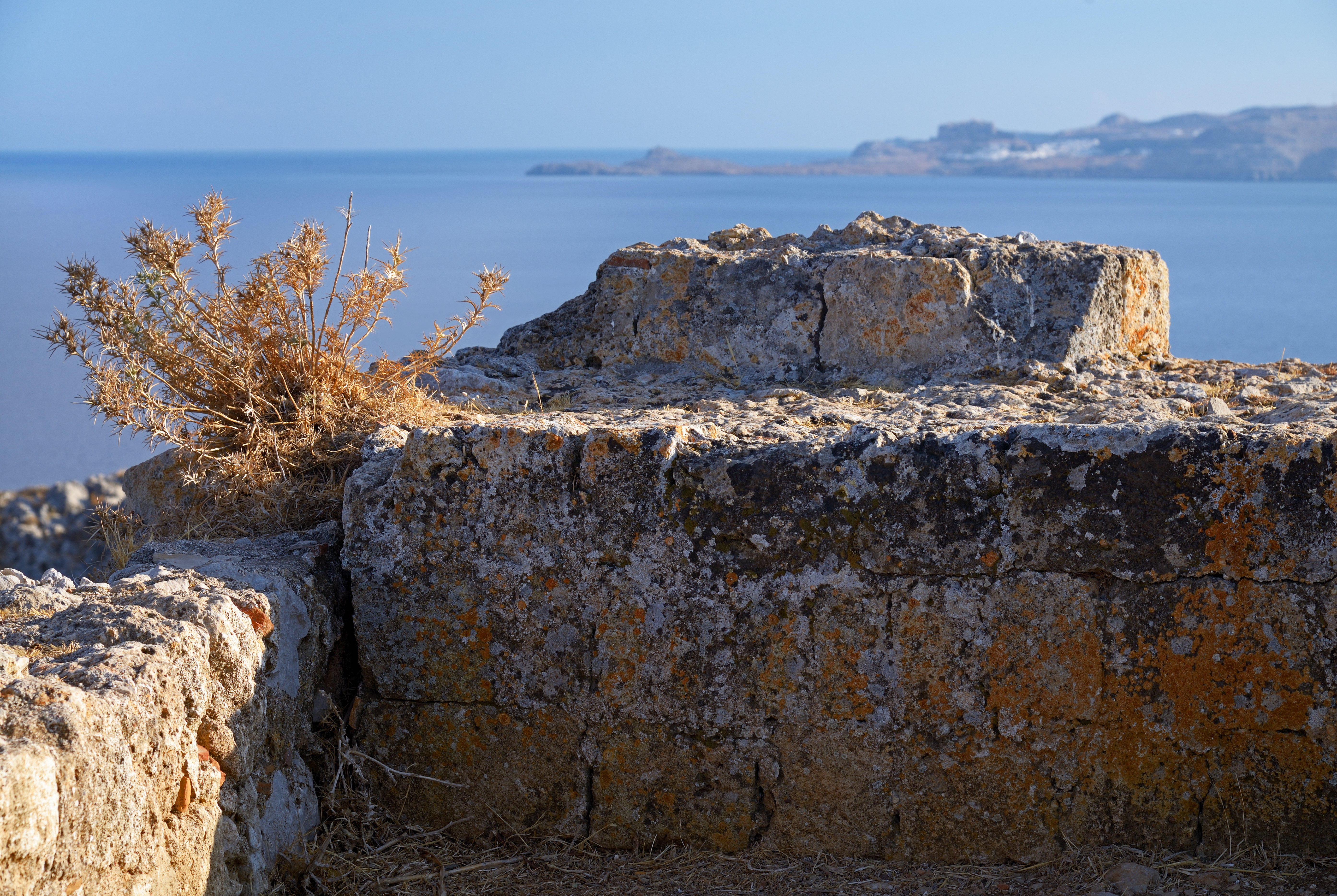
Фрагмент південної стіни
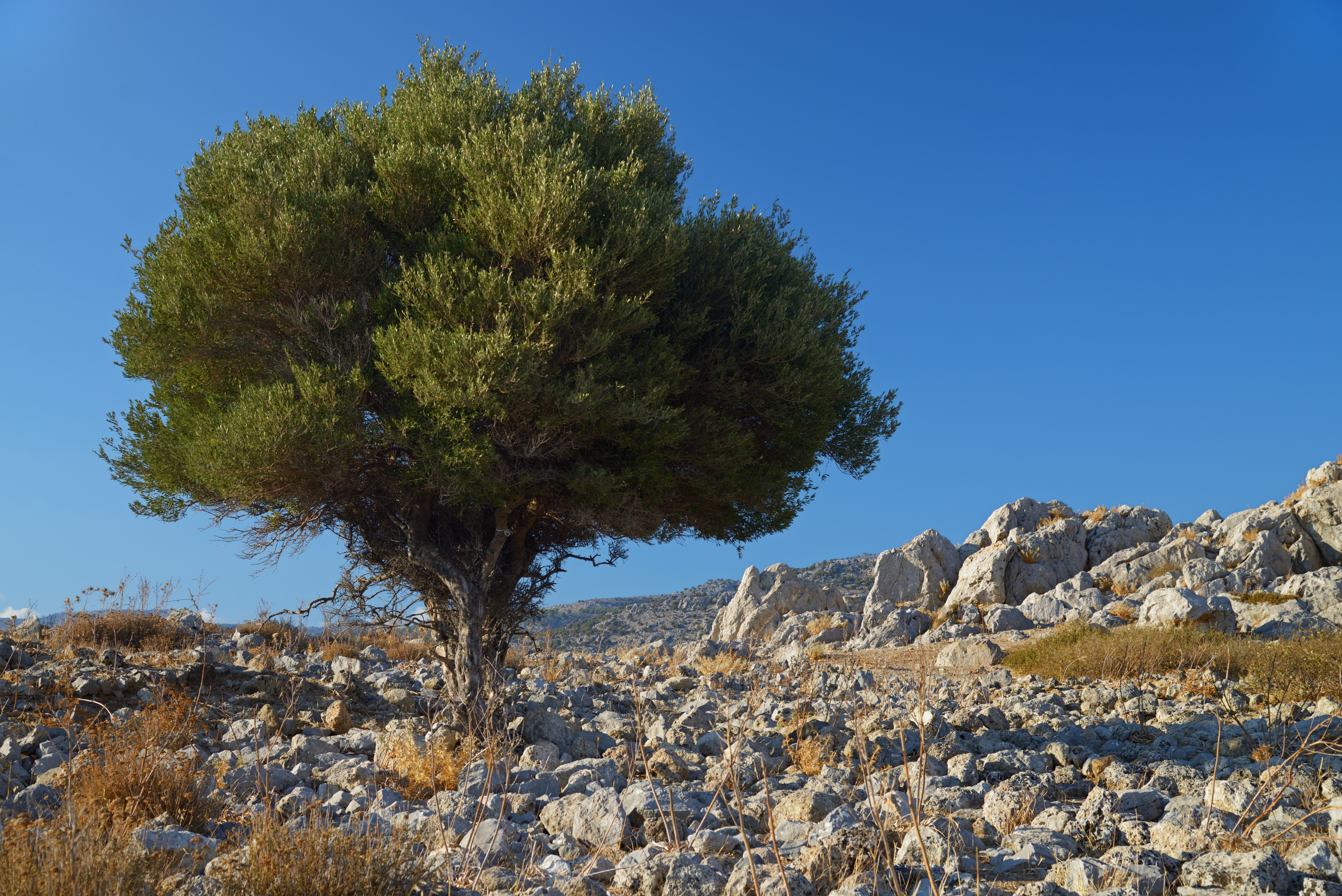
Олива на руїнах фортеці

## Див також
- Родоський замок;
- Укріплення Родосу